# نهائي كأس مصر 2006
نهائي كأس مصر لكرة القدم 2006 هو المباراة النهائية من بطولة كأس مصر موسم 2005–2006 ، ولعبت يوم 16 يونيه 2006 في استاد القاهرة الدولي. وقد انتهت المباراة بفوز الأهلي بنتيجة 3–0 ليحصد الأهلي لقبه الرابع والثلاثين في تاريخ البطولة.

## تفاصيل المباراة
تقدم عماد متعب بالهدف الأول من متابعة جيدة للكرة من داخل منطقة الجزاء وأحرز هدفا في مرمى محمد عبد المنصف حارس الزمالك وقتها، قبل أن يضيف عماد النحاس الهدف الثانى بعد تسديدة قوية في المرمى ومن تسديدة قوية للاعب محمد عبد الوهاب ارتطمت بالقائم وارتدت إلي عماد متعب الذي سددها في المرمى.